# Velika nagrada Montréala
Velika nagrada Montréala (original ime: Grand Prix Cycliste de Montréal), je poletna enodnevna kolesarska klasika, ki jo v največji kanadski provinci Québec prirejajo že vse od leta 2010 naprej.
Organizator dirke je Évenements GPCQM (AA+ EVT inc). Ta dirka in Velika nagrada Québeca, ki je na sporedu le dva dni kasneje, skupaj spadata med "Lavrencijske klasike" (Laurentian Classics). Prvi, ki je uspel osvojiti Lavrencijski dvojček v istem letu je bil avstralski kolesar Simon Gerrans, leta 2014. Isti dosežek (Lavrencijski dvojček) pa je štiri leta uspel njegovemu rojaku Michael Matthewsu.

## Zgodovina
Kjub svoji kratki zgodovini in ne prav dolgi tradiciji, dirka brez dvoma velja za pravo kolesarsko klasiko, saj že od njenega samega začetka poteka na najvišji ravni, to je v svetovni seriji UCI World Tour.
Posamezni odseki te trase so bili uporabljeni že za Svetovno prventstvo 1974 (zmagal Eddy Merckx), za Olimpijske igre 1976; v letih 1988 do 1992 pa za Veliko nagrado obeh Amerik in UCI Road World Cup.
V letih 2020 in 2021 je dirka, tako kot številni ostali dogodki, odpadla zaradi pandemije covid-19.
To ni običajna enodnevna dirka, ampak tako kot v Québecu krožna, isto kot na svetovnem ali državnem prvenstvu. Glede na svoj termin, je odlična priprava in zadnja WT dirka pred svetovnim prvenstvom.

## Trasa
Za razliko od ostalih enodnevnih dirk, ta ne poteka od točke A do ciljne, ampak gre za krožno dirko, kot recimo na svetovnih ali državnih prvenstvih. Vsi tekmujejo na 18 krogov po 12,3 kilometrov. V vsakem krogu morajo kolesarji v zaporedju opraviti kar štiri vzpone okrog hriba Mount Royal: 
- Côte Camilien-Houde (1.8 km dolg vzpon z 8% povprečnim naklonom)
- Côte de la Polytechnique (780m metrski vzpon z 6% povprečnim naklonom)
- Avenue du Parc (560 metrski vzpon z 4% povprečnim naklonomade)
- Pagnuelo street (od leta 2022 nov 534 metrski vzpon z 7,5% povprečnim naklonom)
- Avenue du Parc (cilj na vrhu).

## Moški

### Zmagovalci po letih
| Leto | Zmagovalec                           | Drugi                                | Tretji                               |
| ---- | ------------------------------------ | ------------------------------------ | ------------------------------------ |
| 2010 | Robert Gesink                        | Peter Sagan                          | Ryder Hesjedal                       |
| 2011 | Rui Costa                            | Pierrick Fédrigo                     | Philippe Gilbert                     |
| 2012 | Lars Petter Nordhaug                 | Moreno Moser                         | Aleksander Kolobnjev                 |
| 2013 | Peter Sagan                          | Simone Ponzi                         | Ryder Hesjedal                       |
| 2014 | Simon Gerrans                        | Rui Costa                            | Tony Gallopin                        |
| 2015 | Tim Wellens                          | Adam Yates                           | Rui Costa                            |
| 2016 | Greg Van Avermaet                    | Peter Sagan                          | Diego Ulissi                         |
| 2017 | Diego Ulissi                         | Jesús Herrada                        | Tom-Jelte Slagter                    |
| 2018 | Michael Matthews                     | Sonny Colbrelli                      | Greg Van Avermaet                    |
| 2019 | Greg Van Avermaet                    | Diego Ulissi                         | Iván García Cortina                  |
| 2020 | odpovedano zaradi pandemije covid-19 | odpovedano zaradi pandemije covid-19 | odpovedano zaradi pandemije covid-19 |
| 2021 | odpovedano zaradi pandemije covid-19 | odpovedano zaradi pandemije covid-19 | odpovedano zaradi pandemije covid-19 |
| 2022 | Tadej Pogačar                        | Wout van Aert                        | Andrea Bagioli                       |
| 2023 | Adam Yates                           | Pavel Sivakov                        | Alex Aranburu                        |
| 2024 | Tadej Pogačar                        | Peio Bilbao                          | Julian Alaphilippe                   |

### Večkratni zmagovalci
| Zmage | Kolesar           | Edicija    |
| ----- | ----------------- | ---------- |
| 2     | Greg Van Avermaet | 2016, 2019 |
| 2     | Tadej Pogačar     | 2022, 2024 |

### Zmagovalci po državah
| Zmage | Država              |
| ----- | ------------------- |
| 3     | Belgija             |
| 2     | Avstralija          |
| 2     | Slovenija           |
| 1     | Italija             |
| 1     | Nizozemska          |
| 1     | Norveška            |
| 1     | Portugalska         |
| 1     | Slovaška            |
| 1     | Združeno kraljestvo |